# Anna Maria Buczek
Anna Maria Buczek (ur. 25 marca 1983 w Węgorzewie) – polska aktorka filmowa i teatralna. Doktor sztuki, wykładowczyni Akademii Teatralnej w Warszawie. 

## Życiorys
W 2005 roku ukończyła z wyróżnieniem i Dyplomem Honorowym Akademię Teatralną im. A. Zelwerowicza w Warszawie. Tego samego roku podwójną rolą: sekretarki i żywej pani, zadebiutowała na deskach gdyńskiego Teatru Miejskiego im. W. Gombrowicza w „Kartotece” Piotra Łazarkiewicza.

## Filmografia
- 2002–2010: Samo życie jako Klara, opiekunka Justynki
- 2003: Kasia i Tomek jako gość na sylwestrze u Kasi i Tomka (Seria III/odc. 17)
- 2003–2009: Na Wspólnej jako urzędniczka
- 2004: M jak miłość jako pielęgniarka
- 2004: Czego się boją faceci, czyli seks w mniejszym mieście jako Jola (Seria II/odc. 6)
- 2004: Bulionerzy jako nastolatka bez biletu (odc. 6)
- 2005: Okazja jako Ula Majewska (odc. 6 i 9)
- 2005: Oda do radości jako Beata
- 2005: Egzamin z życia jako Renata Gugała
- 2005–2006: Warto kochać jako Joanna Maszkowska, przyjaciółka Marty
- 2006: Oficerowie jako sprzątaczka (odc. 2)
- 2006: Faceci do wzięcia jako Iwonka, dziewczyna Gieroby (odc. 4)
- 2007: Plebania jako dziewczyna (odc. 908)
- 2007: Mamuśki jako Lidka (odc. 24)
- 2007: Jutro idziemy do kina jako panna Wiesia, służąca Włosowskich
- 2007: Halo Hans! jako Obsada aktorska
- 2007: Daleko od noszy jako pielęgniarka Malina (odc. 117)
- 2008: Trzeci oficer jako Aneta Kowal
- 2008: Teraz albo nigdy! jako sekretarka redaktora naczelnego „Afery” (odc. 3 i 6)
- 2008: 0 1 0 jako Anna, siostra Piotra
- 2009: Przystań jako koleżanka Maryli (odc. 6)
- 2009: Projekt dziecko, czyli ojciec potrzebny od zaraz jako żona Janka
- 2009: Czas honoru jako więźniarka Pawiaka
- 2009: 39 i pół jako sąsiadka wiolonczelistka (odc. 31)
- 2010: Trzy minuty. 21:37 jako strażniczka miejska w parku
- 2010: Śluby panieńskie jako dziewczyna ze „Złotej Papugi”
- 2010: Ratownicy jako sekretarka w biurze kuratora (odc. 2 i 3)
- 2010: Nie ten człowiek jako żona kuzyna barona
- 2010: Maraton tańca jako Danusia, żona Alka
- 2010–2011: Ludzie Chudego jako aspirant Rita, podwładna „Chudego”
- 2010: Licencja na wychowanie jako Teresa, agentka nieruchomości (odc. 34)
- 2010: Licencja na wychowanie jako urzędniczka (odc. 59)
- 2010–2011: Licencja na wychowanie jako Julia, siostra Romy
- 2010: Hotel 52 jako Patrycja, przyjaciółka Agaty (odc. 24)
- 2010: Chichot losu jako sprzątaczka w hotelu (odc. 1, 7 i 10)
- 2013: Głęboka woda jako Teresa (odc. 7)
- 2014: Przyjaciółki jako Zofia Nowak, pracownica opieki społecznej (odc. 29)
- 2014: O mnie się nie martw jako Anita Wójcik (odc. 9)
- 2014: Na dobre i na złe jako Greta (odc. 581)
- 2014: Lekarze nocą jako pielęgniarka
- 2015: Performer jako pielęgniarka
- 2015, 2017–2019 Dziewczyny ze Lwowa jako Swietłana Omiliańska
- 2015: 11 minut jako lekarka Ewa Król
- 2016: Dwoje we troje jako Katarzyna, klientka banku (odc. 37 i 43)
- 2017: Kobieta budzi się rano jako przyjaciółka
- 2018: O mnie się nie martw jako Olga, matka Adeli (odc. 98)
- 2022: Śubuk jako nauczycielka wspomagająca
- 2023: Mój agent jako egzaminatorka (odc. 9)

## Teatr
- 2009/2010 – rola Agafii Tichonwnej w spektaklu „Ożenek” (reż. Łukasz Wiśniewski), Teatr Nowy w Poznaniu
- 2009/2010 – rola Catherine w spektaklu „Pamięć wody” (reż. Łukasz Wiśniewski), Teatr Nowy w Poznaniu
- 2007/2008/2009 – rola Zosi w spektaklu „Następni” (według Witkacego w reż. Eweliny Góral-Kaufmann) Teatr la M.ort w Warszawie
- 2007 – rola Oli i rola Maśki w spektaklu „Kraniec” (reż. Piotr Nowak) – Teatr Wytwórnia w Warszawie
- 2006/2007/2008/2009 – rola Marysi w spektaklu „Filozofia po góralsku” (reż. Irena Jun), Teatr Studio w Warszawie
- 2005/2006 – rola Sekretarki w spektaklu pt. „Kartoteka” (reż. Piotr Łazarkiewicz) Teatr Miejski im. Witolda Gombrowicza w Gdyni
- 2005 – rola Młodej w spektaklu „Generacja” (reż. Piotr Łazarkiewicz), Teatr Collegium Nobilium w Warszawie
- 2004/2005 – rola Wasilisy Karpownej w spektaklu pt. „Przerwana pieśń” na podstawie „Na dnie” M. Gorki (reż. Wiesław Komasa), Teatr Collegium Nobilium w Warszawie
- 2003/2004 – rola Franki w spektaklu pt. „W piątek wieczorem” (reż. Agnieszka Glińska), Teatr Collegium Nobilium w Warszawie